# Karlovy Vary (region)
Karlovy Vary (tjekkisk: Karlovarský kraj, tysk: Karlsbad) er en administrativ region i Tjekkiet, beliggende i den vestlige del af det historiske Bøhmen. Regionens administrationscenter er byen Karlovy Vary. Regionen har en udstrækning på 57 km fra nord til syd, og 77 km fra øst til vest.

## Statistiske oplysninger
| Statistiske oplysninger 2002 | Statistiske oplysninger 2002 | Statistiske oplysninger 2002 | Statistiske oplysninger 2002 | Statistiske oplysninger 2002 |
| ---------------------------- | ---------------------------- | ---------------------------- | ---------------------------- | ---------------------------- |
|                              |                              |                              |                              |                              |
|                              | Areal i km²                  | Indbyggere                   | Gennemsnitsalder             | Kommuner                     |
| Cheb (distrikt)              | 933                          | 89.107                       | 38,3                         | 39                           |
| Karlovy Vary (distrikt)      | 1.628                        | 121.886                      | 39,1                         | 55                           |
| Sokolov (distrikt)           | 753                          | 93.227                       | 37,0                         | 38                           |

Andel af landets Bruttonationalprodukt (2001): 2,3 %,

## Større byer
- Karlovy Vary
- Aš
- Cheb
- Chodov
- Františkovy Lázně
- Jáchymov
- Kraslice
- Loket
- Luby u Chebu
- Mariánské Lázně
- Nejdek
- Ostrov
- Skalná
- Sokolov